# محمود الحاج
محمود الحاج (13 فبراير 1987 في الدنمارك - ) لاعب كرة قدم دنماركي من أصول لبنانية فلسطينية. كان قد استقال في عام 2007، ولكنه في وقت لاحق عاد إلى العمل بطلب من جوزيبي جيانيني.

## النشأة
ولد لأبوين فلسطينيين لبنانيين جاءوا إلى الدنمارك من لبنان.